# دورت‌آغاچ (سیحان)
دورت‌آغاچ (به ترکی استانبولی: Dörtağaç) یک منطقهٔ مسکونی در ترکیه است که در سیحان واقع شده‌است.